# Txapàievka
|  | Per a altres significats, vegeu «Txapàievka (Crimea)». |

El Txapàievka (Чапаевка), fins 1925 anomenat Motxa (Мо́ча), és un riu de Rússia, un afluent per l'esquerra del Volga. Passa per l'óblast de Samara. Té una llargària de 298 km i una conca de 4.310 km²,
Té un cabal mitjà de 2,53 m³/s (a 179 km de la desembocadura). Neix als pendents dels Sini Sirt al sud-est de l'óblast de Samara, prop de la frontera amb l'óblast d'Orenburg. Pren direcció nord-oest travessant un paisatge agrícola.
Abans de rebre el Viazovka, el riu gira cap a l'oest. A deu kilòmetres al sud de Txapàievsk gira al nord, en un tram amb molts meandres i braços morts.
A l'oest de Txapàievsk es divideix i crea un delta que ocupa des de Txapàievsk fins a Novokúibixevsk. En aquesta àrea d'aiguamolls el riu desemboca en diversos braços a les aigües de l'embassament de Saràtov.
És navegable en els seus darrers 34 km. És de règim principalment nival i es desseca en el seu curs superior. És generalment glaçat des de novembre fins a abril.

## Aluents principals
- Petruixka
- Vetlianka
- Viazovka